# اريك روبنسون (طبيب بيطري)
اريك روبنسون (بالإنجليزية: Eric Robinson)‏ هو طبيب بيطري جنوب أفريقي، ولد في 12 أكتوبر 1891 في Market Deeping ‏ في المملكة المتحدة، وتوفي في 28 يونيو 1982 في كنيسنا في جنوب أفريقيا.